# Taurin
Taurin je organska kiselina koja sadrži sumpor. Poznata je i po kemijskom nazivu beta-aminoetansulfatova kiselina. Taurin se koristi kao antioksidans, smanjuje izlučivanje imunoloških stanica stanice hipoklorita. Taurin pomaže i u osmoregulaciji (održavanje ravnoteže koncentracija iona) unutar stanica.
Taurin se najčešće koristi u energetskim pićima.
Ostale biološke funkcije taurina su primjerice prijenos živčanih impulsa. Posjeduje učinak bolje opskrbe mišića glukozom. Taurin se može naći u aminokiselinama u spermi.